# ليون غامبيتا
ليون غامبيتا (بالفرنسية Léon Gambetta) : سياسي فرنسي.

ولد غامبيتا بتاريخ 2 نيسان 1838 في كاهور، ومات بتاريخ 31 كانون الأول 1882 في سيفر.
كان غامبيتا من الحزب الجمهوري. شارك في حكومة الدفاع الوطني 1870. وتزعم المعارضة في السنوات التالية. كان ذا تأثير كبير في السنوات الأولى للجمهورية الفرنسية الثالثة، حيث حافظ على استمرارية النظام الجمهوري بعد سقوط الامبراطورية الفرنسية الثانية عام 1870.
أصبح رئيس مجلس النواب بين عامي 1879 و 1881. ثم رئيساً لمجلس الوزراء ووزيراً للخارجية من 14 تشرين الثاني 1881 إلى 30 كانون الثاني 1882.

## روابط خارجية
- ليون غامبيتا على موقع الموسوعة البريطانية (الإنجليزية)
- ليون غامبيتا على موقع إن إن دي بي (الإنجليزية)